# WMG-wagonkraan
De WMG-wagonkraan was een spoorgebonden kraan, geproduceerd vanaf 1969 door het in 1981 failliet gegane constructiebedrijf De Weger Machinefabriek (WMG) uit Gouda. De kranen waren speciaal ontworpen voor onderhouds- en nieuwbouwwerkzaamheden aan spoorlijnen. Ze werden voornamelijk gebruikt voor het plaatsen van wissels, (hulp)bruggen en andere spoorinfra-elementen.

## Nederland
In Nederland werden acht kranen geleverd aan diverse spooraannemers, waaronder:
- 4 stuks aan N.V. Spoorwegbouwbedrijf in Maarssen (nu Strukton)
- 2 stuks aan N.V. Railbouw in Leerdam (nu VolkerRail)
- 2 stuks aan Van Welzenes Spoorbouw in Spijkenisse (nu BAM Rail)

Deze kranen werden vanaf 1987 vervangen door de Gottwald GS 25.04T-kranen, die sindsdien hun rol hebben overgenomen. Eén kraan is behouden. Deze is in 1990 door Strukton aan Het Spoorwegmuseum geschonken. Vervolgens schonk het museum in 2005 de kraan aan de Museumspoorlijn STAR.

## Onderwagen
De eerste vier aan het Spoorwegbouwbedrijf geleverde kranen werden gebouwd op bestaande vijf-assige onderwagens. Deze wagens waren in 1939 door Krupp in Essen gebouwd voor de Duitse Wehrmacht en na de bevrijding bij Sluiskil achtergelaten. Hoewel deze wagens als vijf-assig werden aangeduid, hadden ze strikt genomen geen assen zoals gebruikelijk is bij railvoertuigen. Ieder van de tien wielen was namelijk afzonderlijk gelagerd in een vaste constructie van het wagenframe.
Al in 1946 werden de wagens door de Nederlandse Spoorwegen voorzien van een kraanopbouw en ondergebracht in het NS-kranenpark. In 1949 gingen ze over naar het pas verzelfstandigde Spoorwegbouwbedrijf (SpBB). De wagens hadden een lengte van 8,74 meter en een radstand van 1,50 meter.
De overige vier kranen werden geplaatst op een ook door constructiebedrijf De Weger gebouwde vier-assige onderwagen.
De kranen werden steeds per set van twee stuks ingezet en waren in eerste instantie niet voorzien van een rijaandrijving waardoor ze bij hijswerkzaamheden moesten worden verplaatst door bijvoorbeeld een locomotor. Later werd van beide vier-assige sets één wagen alsnog voorzien van een aandrijving. Hiervoor werd een vanuit de cabine bedienbare dieselmotor met hydraulische hogedrukpomp gemonteerd die een hogedrukmotor aandreef met een tandwielkast. Met een ketting werd vervolgens een as van het draaistel aangedreven. Moest de kraan worden gesleept, ongeacht de afstand, dan moest de ketting worden afgenomen om schade aan de aandrijving te voorkomen.

## Kraanopbouw
De kranen hadden een uitschuifbare giek en een semi-automatisch uitschuifbaar contragewicht. Semi-automatisch betekent in dit geval dat de machinist het uitschuiven in werking zette, maar dat de mate van uitschuiven werd bepaald door het lastmoment. De giek, die normaal horizontaal op de kraan lag om te kunnen werken onder de bovenleiding, kon worden opgetopt zodat de hijshaak tot maximaal 6 meter boven de spoorstaaf kon worden gebracht. De hijshaak was door middel van een staalkabel verbonden met een lier met een hijssnelheid van 3 meter per minuut.
Het hefvermogen bij ingeschoven contragewicht bedroeg 11 ton op 4 meter en 5,3 ton op de maximale vlucht (giek volledig uitgeschoven op 7 meter). Indien het contragewicht volledig was uitgeschoven dan bedroeg dit respectievelijk 15 en 7 ton.
Een Volkswagen 126 A, luchtgekoelde 4-cilinder industriële benzinemotor met een cilinderinhoud van 1600cc, dreef twee hydraulische pompen aan: een voor de lier en giekbediening, de andere voor het zwenken en uitschuiven van het contragewicht.